# Felix Eypeltauer
Felix Eypeltauer (* 3. Juli 1992 in Linz) ist ein österreichischer Politiker (NEOS). Eypeltauer ist seit Oktober 2021 Abgeordneter zum oberösterreichischen Landtag. Von 2019 bis 2021 war er Abgeordneter zum Nationalrat und von 2015 bis zum 2. Juli 2020 Gemeinderat der Stadt Linz.

## Leben
Felix Eypeltauer wuchs in Linz auf; hier absolvierte er von 1998 bis 2002 die Volksschule. Nach der Matura am Akademischen Gymnasium, die er im Jahr 2010 erwarb, studierte er bis 2016 Rechtswissenschaften an der Universität Linz.
In den ÖH-Wahlen 2013 kandidierte er als Spitzenkandidat des VSStÖ zur Studienvertretung Rechtswissenschaften an der Johannes Kepler Universität. 2014 schloss er sich den JUNOS – Junge liberale NEOS an und hatte bis 2017 Funktionen als Mitglied des Oberösterreichischen Landesvorstandes und als Oberösterreichischer Landesvorsitzender inne. Im November 2017 wählte ihn der Bundeskongress der Jungen Liberalen NEOS – JUNOS zum Bundesvorstandsmitglied für Programmatik. Seine Amtszeit widmete er der Umwelt-, Klima- und Europapolitik.
Im Jahr 2015 zog Felix Eypeltauer für die NEOS in den Gemeinderat von Linz ein, wo er unter anderem den Vorsitz über den Kontrollausschuss führt. Ein Jahr später wurde er Referent für Justiz, Inneres, Konsument_innenschutz, Bauten und Wohnen im Parlamentsklub der NEOS.
Nach der Salzburger Landtagswahl 2018 war Eypeltauer an den Koalitionsverhandlungen der NEOS Salzburg mit der ÖVP Salzburg und den GRÜNEN Salzburg beteiligt. Mit Juni 2018 arbeitete Eypeltauer als Kabinettschef der Salzburger Landesrätin für Wohnen, Kinderbetreuung, Wissenschaft, Integration, Frauen, Jugend & Generationen, Familien, Erwachsenenbildung und öffentlichen Bibliotheken, Andrea Klambauer. Diese Position hatte er bis Oktober 2019 inne.
Nach der Nationalratswahl des Jahres 2019 wurde Felix Eypeltauer als Abgeordneter zum Nationalrat vereidigt.
Im November 2019 wählte ihn die Oberösterreichische Landesmitgliederversammlung der NEOS zum Landessprecher.
Eypeltauer lebt in Linz und Wien.

### Familie
Felix Eypeltauers Urgroßvater Ernst Koref war der erste Bürgermeister von Linz nach dem Zweiten Weltkrieg, seine Urgroßmutter Elmire Koref war eine Schauspielerin und Dramatikerin. Seine Großmutter Beatrix Eypeltauer war Nationalrätin und in den 1970er und 1980er Jahren Staatssekretärin.